# Landmærke
 Ikke at forveksle med Landemærke.
Landmærke var oprindelig en benævnelse anvendt om en lokalitet eller kendetegn på land som man kunne navigere efter, når man var ude på søen. Landmærker var dele af det gamle kystnavigationssystem fra før fyr og sømærker blev almindelige langs kysten. Ældre menneskelavede landmærker er varder.
Mange søkort er udstyret med tegninger af landmærker som de ses fra havet. Det gælder både typiske fjeld og fyrtårn.

## Anvendelse i dag
I dag bliver ordet meget anvendt om iøjnefaldende bygninger og landskabsformer (inkl. vartegn), som man kan se fra lang afstand, også når man er på land. Eksempler på sådanne landmærker er Eiffeltårnet i Paris og Frihedsgudinden i New York.
Andre kendte landmærker er de hvide klipper ved Dover, kirketårnet på Mont-Saint-Michel, forskellige fyrtårn og karakteristiske fjeldformationer som Alden i Sogn, Den omvendte båd i Kristiansand, Hårteigen på Hardangervidda, Nordkapplateauet i Finnmark og Torghatten i Nordland.